# Helicóptero anfibio

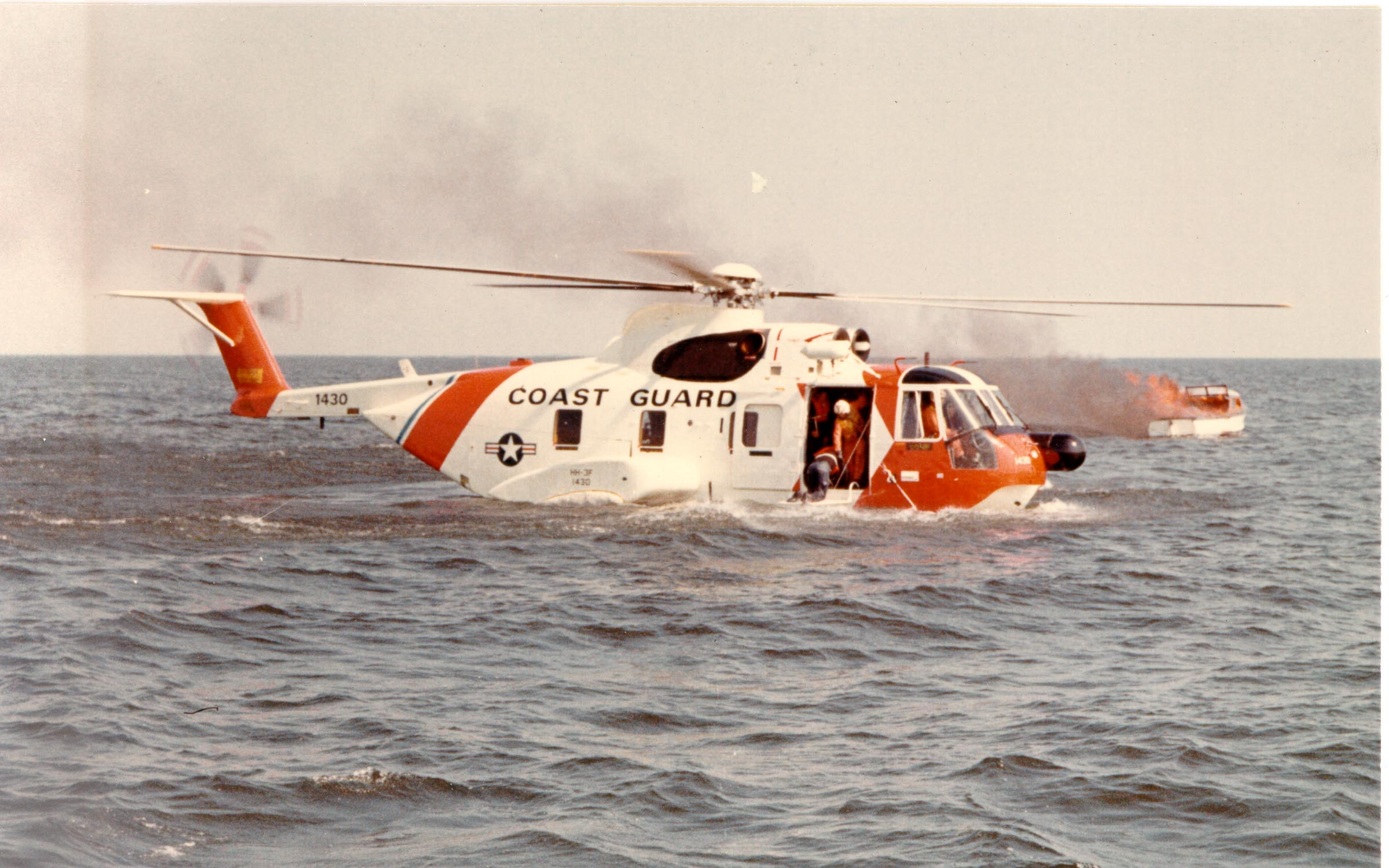
Un helicóptero HH-3F Pelican de la Guardia Costera de Estados Unidos ameriza cerca de un barco en llamas.

Un helicóptero anfibio es un helicóptero con la capacidad de aterrizar y despegar tanto en tierra como sobre el agua. Los helicópteros anfibios se utilizan para diferentes propósitos especializados, incluidas las operaciones de búsqueda y rescate, salvamento marino y oceanografía, además de otras tareas que puedan ser realizadas con helicópteros no anfibios. Un helicóptero anfibio puede contar con un casco impermeable o resistente al agua (como los hidroaviones de canoa) o bien con flotadores (como los hidroaviones de flotadores).

## Desarrollo
Los helicópteros han sido protagonistas en los rescates aire-mar desde su introducción en los años 40 del siglo XX. Los helicópteros pueden volar en condiciones meteorológicas más difíciles con respecto a las aeronaves de ala fija, y además pueden depositar a los heridos directamente en los hospitales u otras instalaciones de emergencia. El primer helicóptero anfibio práctico apareció en 1941 y su capacidad de aterrizar sobre el agua enseguida demostró ser muy valiosa. Los helicópteros no anfibios podían mantenerse en vuelo estacionario sobre la escena del accidente marino y utilizar un montacargas pero los helicópteros anfibios eran capaces de posarse sobre el agua para efectuar el rescate directamente.

## Helicópteros anfibios con flotadores
En 1941, Igor Sikorsky instaló flotadores (también llamados pontones) en el Vought-Sikorsky VS-300, haciendo así el primer helicóptero anfibio práctico. En las décadas de 1940 y 1950, algunos modelos de helicóptero como el Bell 47 y 48 y el Sikorsky R-4 y R-6  fueron equipados con flotadores para que pudieran posarse tanto en el agua como en tierra. Los pontones se pueden llenar con aire o se pueden utilizar para almacenar combustible o suministros. En 1949, Sikorsky fabricó el H-5H con ruedas y pontones.

## Helicópteros anfibios con casco

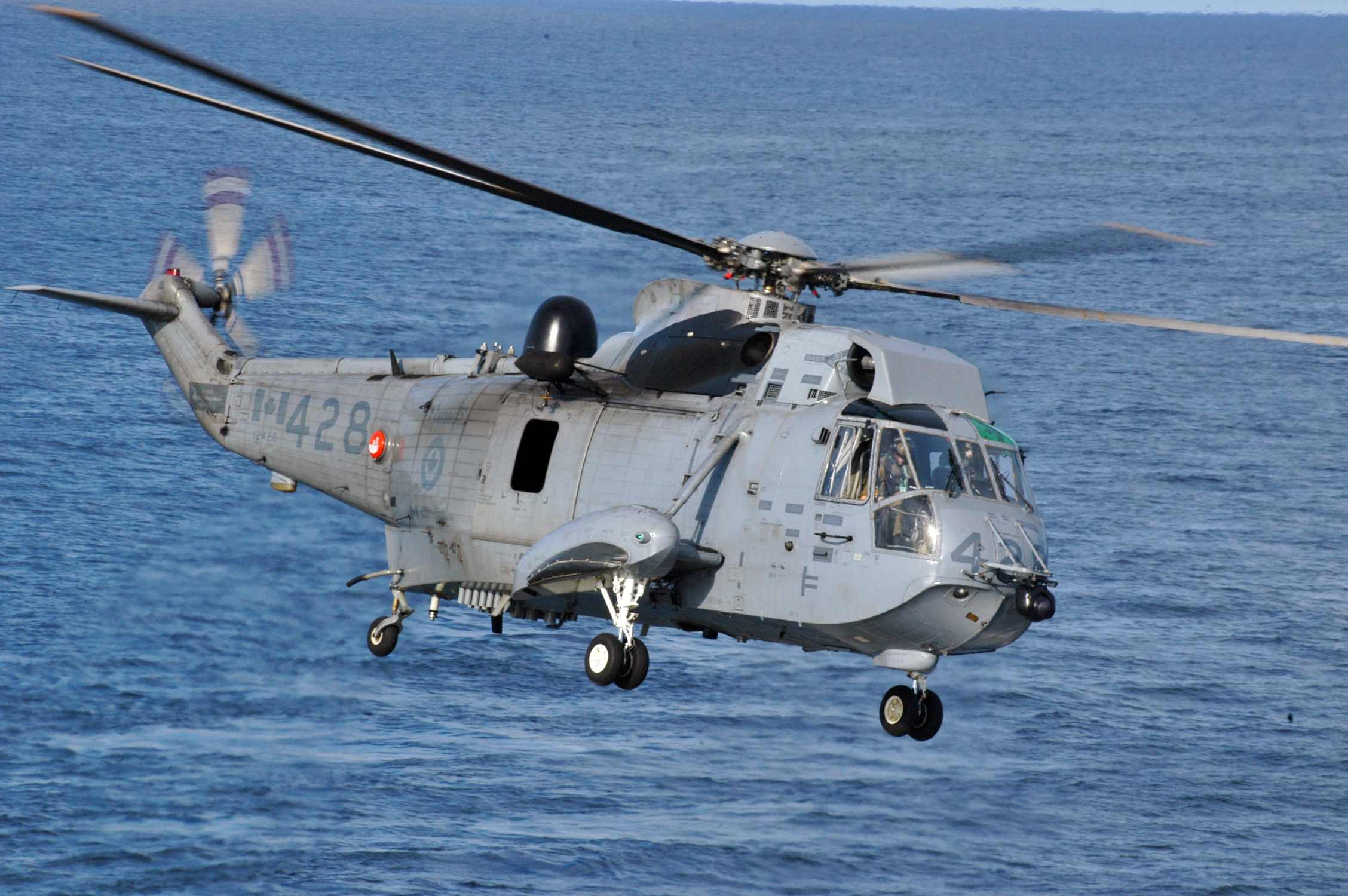
Un CH-124 Sea King canadiense mostrando su casco y su tren de aterrizaje con ruedas.

El Sikorsky S-62 Seaguard fue el primer helicóptero anfibio hecho con casco (el prototipo voló en 1958). Utilizando diversos componentes del anterior S-55, el S-62 probó la idea, y Sikorsky hizo volar su prototipo de S-61 Sea King para la Armada de los Estados Unidos en 1959, un modelo destinado a la guerra antisubmarina. Tanto el S-62 como el S-61 estuvieron listos para su entrega en 1961. Sikorsky produjo 1100 helicópteros S-61, incluyendo algunos que no eran estancos al agua: una versión de carga mayor fue producida con puertas traseras y una rampa. Sikorsky autorizó a otros fabricantes como Agusta, Mitsubishi y Westland a producir variantes del S-61.
Los helicópteros anfibios cobraron importancia en la década de 1960, cuando se produjeron en gran cantidad diseños robustos con casco de barco para operadores militares y civiles. Los helicópteros anfibios fueron fructíferos para el personal de rescate proporcionando mayor éxito y seguridad durante las operaciones. Las operaciones sobre el agua que usaban helicópteros no anfibios dependían en mayor medida de montacargas, canastas de rescate y nadadores de rescate. Sin embargo, a partir de la década de 1970 los modelos anfibios fueron reemplazados constantemente por modelos de helicópteros que no podían aterrizar en el agua, debido a los altos costos de desarrollo de las aeronaves anfibias. El último modelo de helicóptero anfibio utilizado por la Guardia Costera de Estados Unidos fue el Sikorsky HH-3F Pelican, retirado en 1994.
Posado sobre la superficie del agua con el rotor detenido, en condiciones de viento fuerte y olas superficiales crecientes, es menos probable que un helicóptero con casco y flotadores estabilizadores a cada lado permanezca en posición vertical con respecto a un helicóptero sin casco pero equipado con pontones. Además, puede ser más difícil despegar, especialmente cuando está muy cargado o en mar agitado.

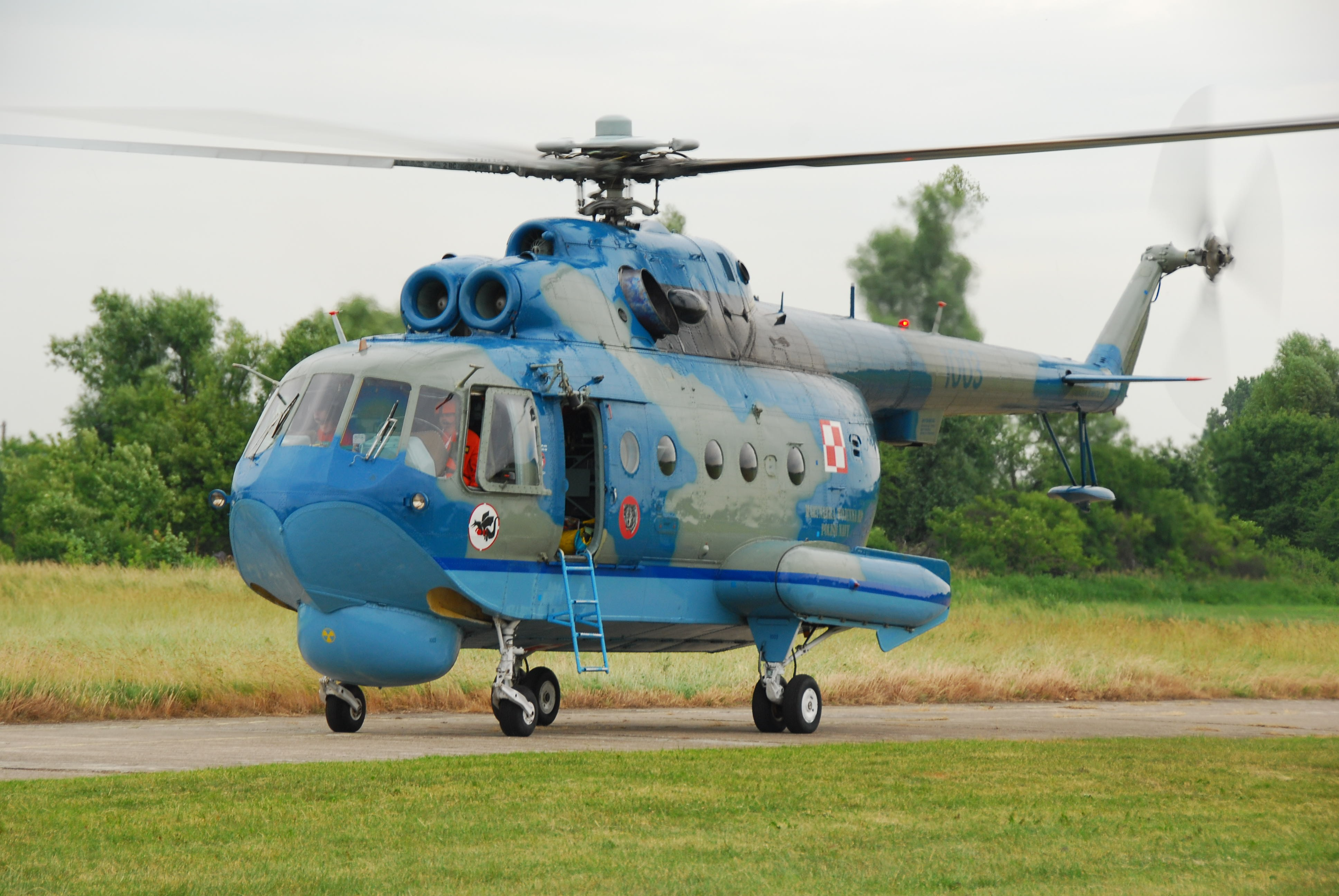
Mil Mi-14PL de la Armada de la República de Polonia

El Mil Mi-14 tiene el mismo diseño de casco que su competidor, el estadounidense Sikorsky S-61R.
Las Fuerzas Canadienses desarrollaron una técnica llamada pájaro de agua para aterrizar sus CH-124 Sea King en el agua.

## Helicópteros con capacidad acuática limitada
También pueden diseñarse helicópteros no anfibios de tal forma que soporten un contacto limitado con la superficie de un cuerpo de agua. El helicóptero Vertol HUP-2 de 1958 fue un desarrollo anfibio del helicóptero no anfibio de doble rotor Piasecki H-25. Se fortaleció el casco y se reemplazó las ventanas debajo del morro con aluminio resistente. El HUP-2 estaba equipado con un par de flotadores estabilizadores posicionados en la zona central de la nave a modo de batangas. El HUP-2 era capaz de avanzar hacia adelante o hacia atrás en el agua, independientemente de la dirección del viento.

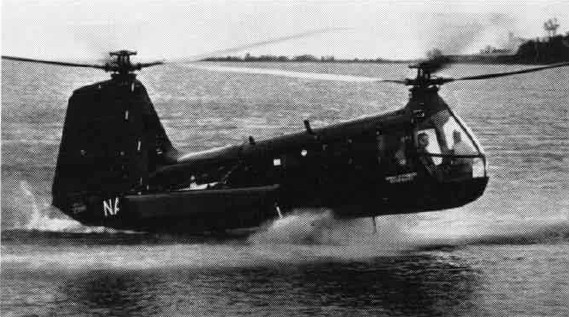
Un Vertol HUP Retriever aterriza sobre el agua

El CH-46 Sea Knight y su variante canadiense, el CH-113 Labrador, pueden aterrizar sobre el agua y permanecer hasta dos horas en aguas tranquilas. Los sponsons traseros contienen dos de las tres unidades de tren de aterrizaje, así como tanques de combustible autosellantes. El helicóptero comenzó a prestar servicio con el Cuerpo de Marines de los Estados Unidos en 1962, y con el ejército canadiense en 1963, y se utiliza para transportar carga y tropas de combate.

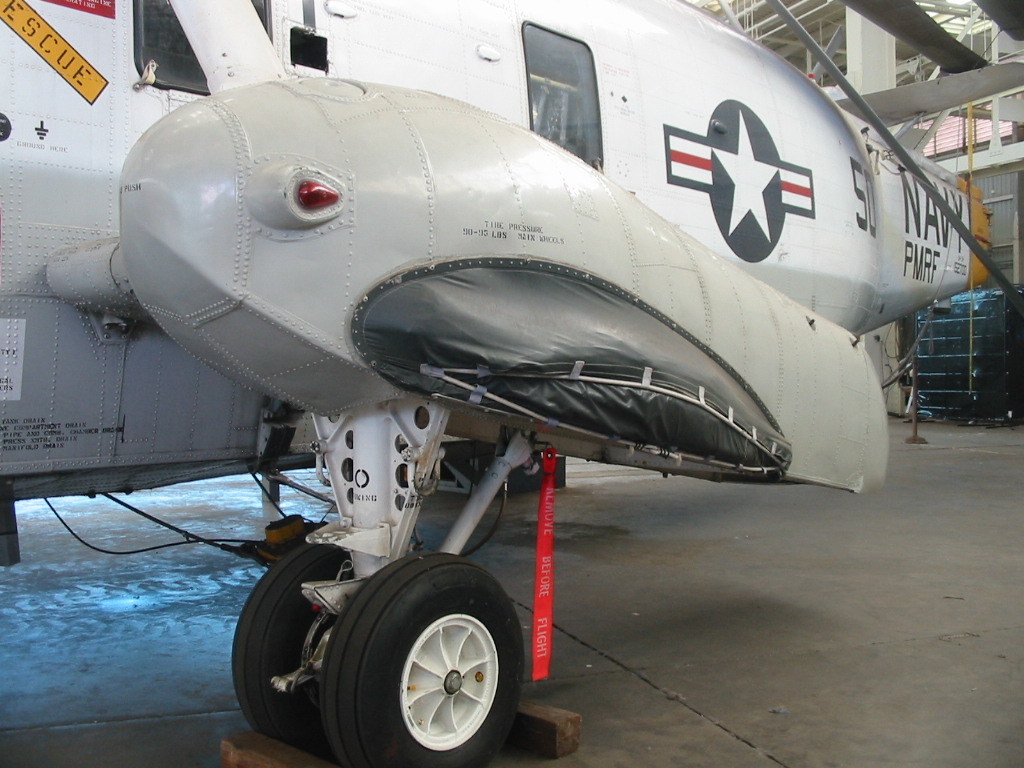
Un Sikorsky Sea King con un flotador inflable de emergencia adicional situado fuera del sponson estándar y destinado a aumentar el tiempo de flotación.

El Boeing CH-47 Chinook se diseñó para que fuese lo suficientemente hermético como para poder aterrizar en el agua y permanecer un cierto tiempo al llevar a cabo operaciones encubiertas y misiones militares especiales. La flotabilidad se incrementó mediante compartimentos sellados dentro de los sponsons que se extendían a lo largo de la mayor parte de cada lado del fuselaje. Para el uso prolongado en el agua, Boeing proporcionaba un kit para mejorar su resistencia al agua. El Sikorsky CH-53 Sea Stallion, introducido en 1966, también tiene capacidad limitada de aterrizar sobre el agua.

## Funciones
Los helicópteros anfibios han sido utilizados en una gran variedad de funciones incluyendo búsqueda y rescate en mar, guerra antisubmarina, apoyo a operaciones de fuerzas especiales, y transporte del presidente de EE. UU.

## Ejemplos
Con casco

- Aérospatiale Super Frelon

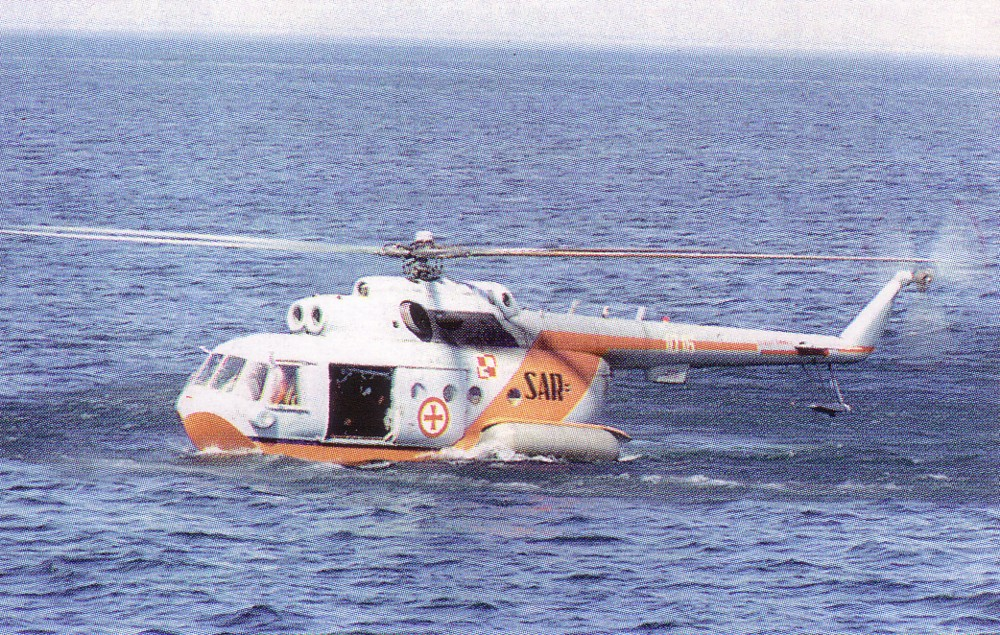
Un Mil Mi-14 polaco

  - Changhe Aircraft Industry Group Changhe Z-8 (Z-8A, Z-8F y Z-8AEW), variante china del Super Frelon
- Mil Mi-14 Haze
- Sikorsky S-62/HH-52A Seaguard
- Sikorsky SH-3 Sea King
- Sikorsky S-61
  - Sikorsky CH-124 Sea King, variante canadiense del S-61
- Sikorsky HH-3F Pelican
- Westland Sea King